# Polowanie na przepiórki
Polowanie na przepiórki (hiszp. La caza de la codorniz lub Partida de caza) – obraz hiszpańskiego malarza Francisca Goi. 

## Seriakartonów do tapiserii
Dzieło należy do serii kartonów do tapiserii – olejnych obrazów o znacznych rozmiarach, przygotowywanych jako wzór dla warsztatów tkackich Królewskiej Manufaktury Tapiserii Santa Bárbara w Madrycie. Była to pierwsza seria, którą Goya wykonał dla Karola IV (wtedy jeszcze infanta, księcia Asturii) z przeznaczeniem do jadalni pałacu-klasztoru Escorial. Seria została ukończona w 1775 roku, a jej tematem były łowy i wędkarstwo – ulubione rozrywki przyszłego monarchy i jego ojca Karola III. Oprócz Polowania na przepiórki w jej skład wchodziły dzieła: Polowanie na dzika, Myśliwy z psami, Myśliwy ładujący broń, Psy na smyczy, Polowanie z wabikiem, Wędkarz, Muchachos cazando con un mochuelo i Caza muerta. Wykonanie tej serii kartonów, która została dobrze przyjęta przez książęcą parę, otworzyło Goi drogę do kariery na dworze.

## Analiza
W pierwszym roku pracy jako malarz kartonów do tapiserii Goya pracował pod kierunkiem swojego szwagra Francisco Bayeu. Bayeu, doświadczony artysta o niekwestionowanej pozycji na dworze, wykonywał szkice kartonów, nad którymi później pracował Goya. Polowanie na przepiórki jest szkolnym przykładem stylu nadwornych projektantów gobelinów (tapiserii), przypomina zwłaszcza prace José del Castillo i Ramona Bayeu, brata Francisca. Dopiero po ukończeniu tej serii i pozytywnej opinii królewskiej rodziny, Goya otrzymał pozwolenie na wykonywanie kartonów według własnych projektów.
Na obrazie przedstawiono różne elementy polowania na przepiórki. Na pierwszym planie po prawej stronie widać myśliwego z tropiącym psem myśliwskim. Po lewej stronie myśliwy w niebieskim kaftanie mierzy do lecącego ptaka, w pobliżu leży czekający na strzał pies. Na dalszym planie postaci mężczyzn, jeźdźców i goniących zająca psów przecinają scenę po przekątnej. Celem takiej kompozycji jest zachowanie jedności tematycznej, a jednocześnie ukazanie różnorodnych aspektów polowania. Trudność polega na przedstawieniu zależności poszczególnych motywów, co nie do końca się udało artyście początkującemu w dziedzinie kartonów do tapiserii. Aby poszczególne grupy postaci nie mieszały się ze sobą, rozdziela je za pomocą skarp i w efekcie łamie jedność kompozycji.
Obraz można także odbierać jako serię scen chronologicznie przedstawiających przebieg polowania, jednak Goya nie stosował takiej fragmentacji na późniejszych kartonach. W późniejszych projektach udało mu się znacznie lepiej zjednoczyć przedstawiane sceny przy użyciu naturalnych rozwiązań kompozycyjnych, tak jak w przypadku Spaceru w Andaluzji czy Parasolki.